# 24068 Simonsen
24068 Simonsen è un asteroide della fascia principale. Scoperto nel 1999, presenta un'orbita caratterizzata da un semiasse maggiore pari a 2,5150621 UA e da un'eccentricità di 0,1360617, inclinata di 3,69978° rispetto all'eclittica.